# Cyrtopodium
Sous-tribu
Genre
Classification phylogénétique
Cyrtopodium est un genre de la famille des Orchidaceae (Orchidées) et de la sous-famille des Epidendroideae. Ce sont des plantes épiphytes ou terrestres trouvées depuis la Floride et le Mexique jusqu'au nord de l'Argentine mais le plus grand nombre se trouve au Brésil.

## Liste d'espèces
Selon ITIS :
- Cyrtopodium andersonii (Lamb. ex Andr.) R. Br. ex Ait. f.
- Cyrtopodium glutiniferum Raddi
- Cyrtopodium punctatum (L.) Lindl.

### Principales espèces
- Cyrtopodium aliciae L.Linden & Rolfe, Lindenia 8: 23 (1892).
- Cyrtopodium andersonii (Lamb. ex Andrews) R.Br. in W.T.Aiton, Hortus Kew. 5: 216 (1813).
- Cyrtopodium blanchetii Rchb.f., Linnaea 22: 852 (1850).
- Cyrtopodium braemii L.C.Menezes, Bol. CAOB 5(3): 26 (1993).
- Cyrtopodium brandonianum Barb.Rodr., Gen. Spec. Orchid. 1: 132 (1877).
- Cyrtopodium brunneum J.A.N.Bat. & Bianch., Brittonia 56: 262 (2004).
- Cyrtopodium cachimboense L.C.Menezes, Bol. CAOB 26: 22 (1996).
- Cyrtopodium caiapoense L.C.Menezes, Bol. CAOB 34: 104 (1998).
- Cyrtopodium cipoense L.C.Menezes, Bol. CAOB 33: 72 (1998).
- Cyrtopodium cristatum Lindl., Edwards's Bot. Reg. 27: t. 8 (1841).
- Cyrtopodium dusenii Schltr., Repert. Spec. Nov. Regni Veg. 16: 334 (1920).
- Cyrtopodium eugenii Rchb.f. & Warm. in H.G.Reichenbach, Otia Bot. Hamburg.: 89 (1881).
- Cyrtopodium flavum (Nees) Link & Otto ex Rchb., Iconogr. Bot. Exot. 3: 7 (1830).
- Cyrtopodium fowliei L.C.Menezes, Orchid Digest 59: 17 (1995).
- Cyrtopodium gigas (Vell.) Hoehne, Fl. Bras. 5(12; 6): 13 (1942).
- Cyrtopodium glutiniferum Raddi, Mem. Mat. Fis. Soc. Ital. Sci. 19(2): 220 (1823).
- Cyrtopodium graniticum G.A.Romero & Carnevali, Harvard Pap. Bot. 4: 512 (1999).
- Cyrtopodium hatschbachii Pabst, Bradea 2: 273 (1978).
- Cyrtopodium holstii L.C.Menezes, Schlechteriana 4: 149 (1993).
- Cyrtopodium josephense Barb.Rodr., Vellosia, ed. 2, 1: 127 (1891).
- Cyrtopodium kleinii J.A.N.Bat. & Bianch., Darwiniana 43: 75 (2005).
- Cyrtopodium lamellaticallosum J.A.N.Bat. & Bianch., Brittonia 56: 269 (2004).
- Cyrtopodium latifolium Bianch. & J.A.N.Bat., Lindleyana 15: 222 (2000).
- Cyrtopodium linearifolium J.A.N.Bat. & Bianch., Lindleyana 16: 226 (2001).
- Cyrtopodium lissochiloides Hoehne & Schltr., Anexos Mem. Inst. Butantan, Secç. Bot. 1(2): 40 (1921).
- Cyrtopodium longibulbosum Dodson & G.A.Romero, Lindleyana 8: 193 (1993).
- Cyrtopodium macedoi J.A.N.Bat. & Bianch., Novon 16: 17 (2006).
- Cyrtopodium macrobulbum (Lex.) G.A.Romero & Carnevali, Harvard Pap. Bot. 4: 331 (1999).
- Cyrtopodium minutum L.C.Menezes, Orquidário 18: 125 (2004).
- Cyrtopodium naiguatae Schltr., Repert. Spec. Nov. Regni Veg. Beih. 6: 43 (1919).
- Cyrtopodium pallidum Rchb.f. & Warm. in H.G.Reichenbach, Otia Bot. Hamburg.: 89 (1881).
- Cyrtopodium palmifrons Rchb.f. & Warm. in H.G.Reichenbach, Otia Bot. Hamburg.: 88 (1881).
- Cyrtopodium paludicola Hoehne, Relat. Commiss. Linhas Telegr. Estratég. Matto Grosso Amazonas 4: 24 (1912).
- Cyrtopodium paniculatum (Ruiz & Pav.) Garay, Caldasia 8: 524 (1962).
- Cyrtopodium parviflorum Lindl., London J. Bot. 2: 672 (1843).
- Cyrtopodium pflanzii Schltr., Repert. Spec. Nov. Regni Veg. Beih. 10: 49 (1922).
- Cyrtopodium poecilum Rchb.f. & Warm. in H.G.Reichenbach, Otia Bot. Hamburg.: 89 (1881).
- Cyrtopodium punctatum (L.) Lindl., Gen. Sp. Orchid. Pl.: 188 (1833).
- Cyrtopodium saintlegerianum Rchb.f., Flora 68: 301 (1885).
- Cyrtopodium schargellii G.A.Romero, Aymard & Carnevali, Harvard Pap. Bot. 10: 123 (2005).
- Cyrtopodium triste Rchb.f. & Warm. in H.G.Reichenbach, Otia Bot. Hamburg.: 90 (1881).
- Cyrtopodium vernum Rchb.f. & Warm. in H.G.Reichenbach, Otia Bot. Hamburg.: 89 (1881).
- Cyrtopodium virescens Rchb.f. & Warm. in H.G.Reichenbach, Otia Bot. Hamburg.: 89 (1881).
- Cyrtopodium willmorei Knowles & Westc., Fl. Cab. 1: t. 4 (1837).
- Cyrtopodium withneri L.C.Menezes, Orchid Digest 60: 13 (1996).

Noms en synonymie
- Cyrtopodium elegans Ham. 1825, un synonyme de Tetramicra canaliculata.

## Publications originales
- Bentham G., 1881. J. Linn. Soc., Bot. 18: 288.
- Brown R., 1813. in W.T.Aiton, Hortus Kew. 5: 216.